# کابل ۴ رده
کابل ۴ رده (کت ۴) یا کتیگوری ۴ کابلی است که از چهار زوج به‌هم‌تابیده بدون محافظ (UTP) تشکیل شده و از سیگنال‌های تا ۲۰ مگاهرتز پشتیبانی می‌کند. این در شبکه‌های تلفنی استفاده می‌شود که می‌تواند صدا و داده را تا ۱۶ مگابیت بر ثانیه انتقال دهد.
برای مدت کوتاهی از آن برای برخی از شبکه‌های حلقوی نشانه‌ای (توکن رینگ)،   10BASE-T  و   100BASE-T4  استفاده شد، اما به سرعت توسط کابل ۵ رده جایگزین شد. این مورد دیگر معمولاً در تأسیسات جدید مورد استفاده قرار نمی‌گیرد و توسط نسخه فعلی استانداردهای کابل کشی داده  TIA/EIA-568 شناخته نمی‌شود.